# جبل التركمان
جبال تركمان هي سلسلة جبال في شمال منطقة اللاذقية في سوريا.  المجاورة للحدود التركية. لم يتم توثيق الاسم تاريخيًا في المصادر المكتوبة، ولم يبدأ استخدامه إلا في وسائل الإعلام حوالي عام 2012.

## الامتداد
تمتد سلسلة الجبال على طول الطرف الشرقي لمحافظة اللاذقية.  المنطقة مأهولة بالسكان التركمان السوريين